# Aedes biskraensis
Aedes biskraensis är en tvåvingeart som beskrevs av Jacques Brunhes 1999. Aedes biskraensis ingår i släktet Aedes och familjen stickmyggor. Inga underarter finns listade i Catalogue of Life.